# Guerra civile in Uganda (1986-1994)
La guerra civile in Uganda fu un lungo conflitto civile che interessò il territorio dell'Uganda dal marzo 1986 al febbraio 1994.
Il conflitto vide opporsi un variegato insieme di gruppi armati, diversi per ideologia e spesso ostili gli uni con gli altri, al governo centrale del Movimento di Resistenza Nazionale del presidente Yoweri Museveni, salito al potere con la forza nel gennaio 1986 dopo aver concluso vittoriosamente la prima guerra civile ugandese. I principali gruppi di opposizione armata erano rappresentati dall'Uganda People's Democratic Army (UPDA), composto principalmente da membri del popolo Acholi insediato nelle regioni settentrionali; dall'Uganda People's Army (UPA), attivo nella sub-regione di Teso nell'est del paese; dall'Holy Spirit Movement (HSM), un movimento spiritista fondato dalla medium Alice Auma; e dal gruppo armato di Joseph Kony, divenuto in seguito il Lord Resistance Army (LRA), un altro gruppo di matrice spiritista e millenarista scissosi dall'HSM. Si formarono poi vari movimenti più piccoli o gruppi scissionisti dai movimenti principali, ciascuno intento nelle proprie campagne armate personali contro il governo.
La guerra causò vaste distruzioni e numerose vittime, soprattutto nelle regioni settentrionali e orientali del paese; tutti i belligeranti, incluse le truppe regolari governative, presero di mira la popolazione civile e commisero ripetute violazioni dei diritti umani. Nel corso di scontri che coinvolsero decine di migliaia di combattenti, il governo di Museveni riuscì gradualmente a sconfiggere le varie fazioni ribelli: per il febbraio del 1994, l'HSM e l'UPDA si erano completamente disintegrati, l'UPA era ridotto a pochi brandelli dispersi e il LRA di Kony metteva ormai in campo solo poche centinaia di armati. Museveni era ormai saldamente al potere dell'Uganda, ma il coinvolgimento del paese nei conflitti con gli stati vicini (in particolare la prima guerra del Congo e la seconda guerra civile in Sudan) finirono con il rivitalizzare quanto restava della guerriglia ugandese: appoggiati dagli Stati vicini, il LRA di Kony riprese vita e lanciò una nuova insurrezione contro il governo, mentre elementi di stampo islamista davano vita a un nuovo movimento armato (le Forze Democratiche Alleate) e avviavano una loro guerriglia nell'ovest dell'Uganda.

## Antefatti
Dopo la sua indipendenza dal Regno Unito nel 1962, l'Uganda era caduto sotto una serie di regimi autoritari, aveva sofferto di crisi economiche e sperimentato diversi conflitti militari. Nel 1979, il presidente ugandese Idi Amin Dada fu rovesciato a seguito della sua sconfitta nella guerra tra Uganda e Tanzania, rovesciamento a cui fece seguito il ritorno al potere dell'ex presidente Milton Obote che proprio Amin aveva rimosso con un colpo di Stato nel 1971. Parti dell'Esercito ugandese fedeli ad Amin e vari gruppi armati ostili a Obote lanciarono di conseguenza una serie di ribellioni in lungo e in largo per il paese, portando allo scoppio di una guerra civile altamente distruttiva. Obote fu rovesciato da elementi del suo stesso esercito, l'Uganda National Liberation Army o UNLA, nel 1985, venendo rimpiazzato alla guida dell'Uganda dal generale Tito Okello. Sebbene la nuova dirigenza militare fosse riuscita a convincere alcuni dei gruppi armati ribelli ad unirsi a un governo di coalizione, un gruppo di oppositori in particolare si dimostrò fortemente contrario a ogni compromesso: guidato da Yoweri Museveni, il National Resistance Movement (NRM) e la sua ala armata, il National Resistance Army (NRA), intendevano ottenere una vittoria militare completa e, sfruttando il caos seguito alla caduta di Obote, conquistarono vaste zone dell'Uganda sud-occidentale. Il NRA includeva un gran numero di Tutsi provenienti dai gruppi di profughi ruandesi riparati in Uganda per sfuggire alle persecuzioni etniche nel loro paese.
Come risultato della pressione internazionale, il NRM firmò insieme al governo di Okello il 17 dicembre 1985 l'accordo di Nairobi, un trattato di pace negoziato sotto la supervisione del presidente keniano Daniel arap Moi. Tuttavia il NRA rinnegò rapidamente gli accordi presi, rompendo la tregua con il governo di Okello e lanciando diverse offensive militari di successo. Il presidente Moi considerò il fallimento del NRM nel rispettare il trattato di Nairobi come un insulto personale, e di conseguenza sviluppò un profondo risentimento verso il NRM in generale e Museveni in particolare. Dopo aver sconfitto l'UNLA e i suoi alleati in una serie di importanti battaglie, il NRA conquistò la capitale dell'Uganda Kampala nel gennaio 1986; Museveni fu dichiarato il nuovo presidente del paese e il NRA divenne il nuovo esercito nazionale. Il governo di coalizione di Okello crollò ma, a dispetto di ciò, l'UNLA continuò la sua resistenza nell'Uganda orientale e settentrionale. Gli ufficiali dell'UNLA fecero appello ai civili nel nord affinché prendessero le armi e si unissero alla loro causa, sostenendo che il NRA avrebbe condotto massacri nella regione; se i volontari non si presentavano, i civili venivano semplicemente radunati e arruolati con la forza. Il NRA sconfisse in battaglia le rimanenti unità dell'UNLA nel marzo 1986, dopodiché queste ultime si disintegrarono completamente; molti ex combattenti dell'UNLA, tuttavia, non si arresero e nascosero le loro armi, mentre un certo numero di ufficiali superiori dell'UNLA si ritirarono in Sudan portando con sé armi e reclute per continuare la guerra.
Molte persone nel nord e nell'est dell'Uganda diffidavano del NRA. L'UNLA e le forze alleate, per lo più di milizie dei popoli Acholi e Langi insediati nel nord dell'Uganda, avevano commesso molti crimini di guerra nel sud del paese durante la guerra civile del 1980-1986, e i settentrionali temevano che il NRA volesse per ciò vendicarsi brutalmente ai danni della popolazione del nord. Il NRM e il NRA aumentarono tali preoccupazioni attraverso le loro dichiarazioni, tradizioni e propaganda: la dirigenza del NRM e del NRA aveva occasionalmente utilizzato una retorica razzista nei confronti dei loro oppositori del nord durante la guerra civile, e molti meridionali, compresi membri del NRM/NRA, consideravano i settentrionali come primitivi se non persino come stranieri non ugandesi. Nonostante le condanne ufficiali del governo appena formato di Museveni, la presa del potere del NRM provocò casi di maltrattamenti e omicidi di settentrionali che risedevano nel sud dell'Uganda; a loro volta, molti Acholi si sentirono amareggiati per il fatto che Museveni avesse rinnegato l'accordo di Nairobi e rovesciato Tito Okello, che era stato il primo presidente ugandese di etnia Acholi.

## La guerra

### Cresce il malcontento

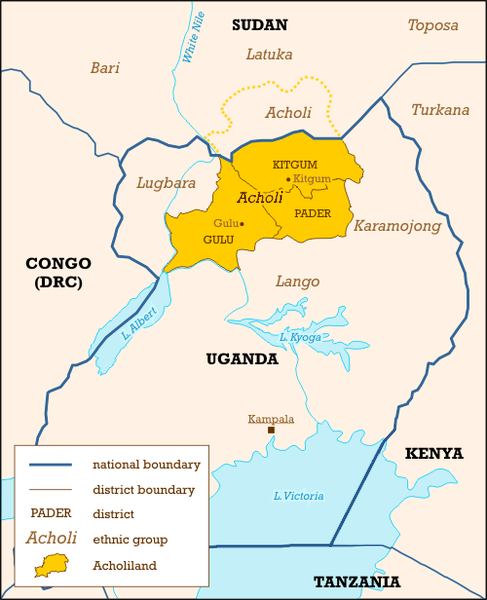
Carta dell'Uganda con, in giallo, la posizione dell'Acholiland, una delle maggiori zone affette dalla guerriglia

Nei mesi prima e dopo la cattura di Kampala, il NRA si espanse notevolmente in termini di dimensioni, arruolando migliaia di nuovi soldati e reclutando disertori precedentemente fedeli all'UNLA e ad altre fazioni armate di opposizione al governo di Obote; in alcuni casi, intere unità del precedente esercito furono semplicemente rinominate e poi integrate nel NRA, mantenendo persino i loro comandanti. Per gran parte della prima guerra civile, il NRA aveva mantenuto standard relativamente elevati in disciplina, addestramento e indottrinamento, ma l'espansione dell'organico rese la truppa una forza molto più eterogenea; ciò ebbe un impatto grave sulle capacità del NRA quando questo iniziò a presidiare il territorio catturato dall'UNLA nell'est e nel nord dell'Uganda.
Dopo il completo collasso dell'UNLA nel marzo 1986, il NRA avviò operazioni di controinsurrezione per eliminare gli ultimi gruppi che si erano rifiutati di deporre le armi. All'inizio, il NRA incontrò poca opposizione nelle ex roccaforti dell'UNLA come l'Acholiland e la Sotto-regione di Teso: molti abitanti locali furono sorpresi dal fatto che i soldati del NRA si comportassero in maniera relativamente corretta, e molti ex soldati dell'UNLA si sentirono abbastanza sicuri da fare ritorno a casa. Il NRA incontrò poca resistenza anche nella regione del Nilo Occidentale, nell'Uganda nordoccidentale: stanchi dello stato di guerra costante, gli anziani del posto convinsero la maggior parte dei miliziani locali ad arrendersi pacificamente e a collaborare con il governo di Museveni; un gruppo armato del Nilo Occidentale, l'Uganda National Rescue Front o UNRF, accettò persino un accordo di pace con il NRM, integrando i suoi combattenti nel NRA.
Tuttavia, la situazione iniziò a deteriorarsi rapidamente nel nord dell'Uganda per una serie di ragioni: Acholiland e Teso erano stati fortemente dipendenti dall'UNLA, poiché le regioni erano povere e gli stipendi dei soldati avevano sostenuto le economie locali; quando la maggior parte dei soldati dell'UNLA perse il lavoro, le regioni sperimentarono un collasso economico. Inoltre, il governo centrale decise di sciogliere molte milizie locali che avevano protetto le comunità dai razziatori di bestiame, per lo più gruppi armati dell'etnia Karamojong, perché il NRM temeva che tali milizie di autodifesa potessero trasformarsi in gruppi ribelli. Senza l'aiuto delle milizie locali, il NRA si dimostrò incapace di tenere sotto controllo le incursioni dei razziatori di bestiame, con conseguente devastazione delle comunità pastorali del nord e dell'est dell'Uganda. Molti veterani smobilitati dell'UNLA si dimostrarono poi come poco disposti a tornare a lavorare come contadini e a integrarsi nella vita civile, dedicandosi invece al banditismo e peggiorando il disordine economico. Il NRM tentò di cooptare la dirigenza locale nel nord e nell'est attraverso un sistema decentralizzato di amministrazione locale, organizzando dei "consigli di resistenza"; tuttavia, nei fatti le élite locali persero il loro vecchio potere a favore del nuovo governo dominato dal NRM, il che spinse molti oppositori a ritirarsi nelle aree rurali dove diffusero le loro convinzioni e le loro lamentele.
Una delle prime insurrezioni emerse a Teso durante questo periodo; già dal gennaio 1986, del resto, i leader locali si stavano preparando per una rivolta. Guidati da Nelson Omwero e Charles Korokoto, gli abitanti di Teso organizzarono un gruppo ribelle noto come "Force Obote Back Army" o "Force Obote Back Again" (FOBA); tuttavia, il FOBA iniziò rapidamente a perdere il sostegno popolare e a frammentarsi in gruppi più piccoli poco dopo l'inizio della sua rivolta. Di fronte al peggioramento delle condizioni di sicurezza dovuto ad attacchi frequenti di miliziani e banditismo, le guarnigioni del NRA nei distretti di Gulu, di Kitgum e di Teso incrementarono sempre più le loro attività repressive. Un'unità del NRA in particolare, il 35º Battaglione, finì con il danneggiare la reputazione dell'intero esercito attraverso la messa in atto di comportamenti eccessivi, come arresti arbitrari e torture di civili; il 35º Battaglione era una delle unità formate principalmente da combattenti non appartenenti in origine al NRA, in questo caso ex ribelli dell'Uganda Freedom Movement. Oltre alle truppe indisciplinate, anche le unità del NRA composte da Tutsi, che avevano sofferto di discriminazioni e pogrom in passato, si dimostrarono inclini a una violenza eccessiva.
Il comportamento sempre più brutale del NRA allargò la frattura esistente tra il governo del NRM e i settentrionali. Quando nel maggio 1986 il governo ordinò a tutti gli ex soldati dell'UNLA di presentarsi e consegnare le loro armi al NRA, gli abitanti del nord credettero che si trattasse di uno stratagemma per massacrare tutti gli ex affiliati all'UNLA; il tono dell'annuncio radiofonico dell'ordine di disarmo fu ampiamente percepito come minaccioso, causando ulteriori disordini. Il NRA lanciò quindi una campagna di raccolta di armi nell'Acholiland, ma molti soldati indisciplinati sfruttarono l'opportunità per molestare e derubare la gente del posto, sostenendo di essere impegnati a riprendersi tutto ciò che era stato "rubato" dall'Uganda meridionale durante la precedente guerra civile. La portata degli abusi non aveva precedenti nella zona, anche rispetto alla situazione verificatasi sotto i regimi precedenti: questi ultimi avevano spesso maltrattato le élite locali e la gente del nord, ma avevano lasciato i poveri e le zone rurali per lo più indisturbate. Un numero crescente di ex soldati dell'UNLA fu arrestato anche per sospetto possesso di armi o attività antigovernative, e la maggior parte degli ex combattenti di conseguenza scelse di fuggire nella boscaglia piuttosto che eseguire l'ordine, fornendo reclute per gli emergenti gruppi ribelli; l'ex generale di brigata Justine Odong Latek organizzò quindi un incontro di ex soldati dell'UNLA a Koch-Goma e iniziò a pianificare una rivolta. Nel luglio 1986, infine, il governo congedò dal servizio circa tre quarti delle forze di polizia, alimentando il timore che il NRM volesse punire tutti coloro che avevano lavorato per le vecchie forze di sicurezza.

### L'escalation nel nord

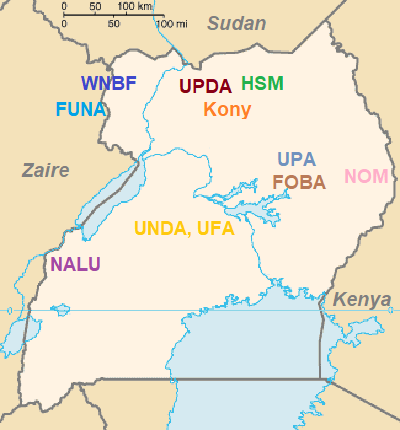
Carta dell'Uganda con indicata la posizione approssimativa delle zone di operazioni dei principali gruppi ribelli, attivi tra il 1986 e il 1994

Nel maggio 1986, ex membri esiliati dell'UNLA guidati dal generale di brigata Odong Latek organizzarono un gruppo ribelle a Nimule, in Sudan, chiamato "Esercito democratico del popolo dell'Uganda" (Uganda People's Democratic Army o UPDA), mentre la sua ala politica, guidata da Eric Otema-Allimadi, ex primo ministro nel governo di Obote, fu battezzata come "Movimento democratico del popolo dell'Uganda" (Uganda People's Democratic Movement o UPDM). Inizialmente il gruppo rimase di base nel Sudan meridionale; le sue attività furono tollerate dal governo sudanese, ma è controverso se il gruppo ricevette effettivamente il sostegno della dirigenza del Sudan. Secondo la giornalista Caroline Lamwaka, l'UPDA non era direttamente supportato dal governo sudanese ma era in grado di acquistare armi e proiettili da fonti sudanesi, tra cui le stesse Forze armate del Sudan. L'UPDA era organizzata in otto brigate, ciascuna guidata da un ex ufficiale dell'UNLA di etnia Acholi; a ciascuna brigata fu assegnata un'area nel nord dell'Uganda. Gli otto ufficiali iniziarono quindi a radunare truppe dentro e fuori l'Uganda, ma l'UPDA finì presto con lo scontrarsi con un altro gruppo di insorti attivo in Sudan, l'Esercito Popolare di Liberazione del Sudan (Sudan People's Liberation Army o SPLA); ciò spinse infine l'UPDA a spostare la propria base in Uganda.
L'UPDA lanciò la sua prima offensiva in Uganda il 16 agosto 1986, iniziando con varie rivolte e imboscate nel distretto di Kitgum; per quella data il gruppo era forte di decine di migliaia di effettivi, ma era gravemente a corto di armi e munizioni. Il gruppo ottenne una serie di vittorie iniziali, in particolare catturando la città di Pece; tuttavia, un assalto di 3000-4000 miliziani dell'UPDA alla città di confine di Bibia non riuscì a sconfiggere la locale guarnigione del NRA e i ribelli si ritirarono dopo aver subito circa 200 vittime. Un'altra colonna dell'UPDA continuò la sua avanzata, con l'intenzione di prendere Gulu per aprire la strada a un eventuale assalto a Kampala: gli insorti incontrarono resistenza a Namokora, tenuta dal famigerato 35º Battaglione del NRA, e furono respinti il 28 agosto. L'UPDA rinnovò il suo attacco il 14 settembre, travolgendo i difensori e costringendo il 35º Battaglione a ritirarsi frettolosamente a Kitgum; tuttavia, i ribelli si dimostrarono incapaci di capitalizzare questo successo, visto che il NRA continuava a tenere le restanti città del nord. L'UPDA fu costretto a operare come insurrezione rurale, inizialmente facendo affidamento sul sostegno della popolazione Acholi; tuttavia, le unità dell'UPDA si dimostrarono indisciplinate, e altrettanto inclini alla violenza e al saccheggio quanto il NRA. Il movimento perse gradualmente il sostegno dei civili e la coesione interna, e la sua capacità di combattimento si esaurì gradualmente nei mesi successivi. Nel frattempo, le unità del NRA, incluso il 35º Battaglione, attuarono brutali operazioni di controinsurrezione per contenere la rivolta: le truppe governative ricorsero all'incendio di case, al saccheggio cibo, allo stupro e all'uccisione di civili per terrorizzare la popolazione locale e costringerla alla sottomissione.
Una ribellione separata scoppiò nell'Acholiland il 6 agosto 1986, quando una medium spiritista di nome Alice Auma dichiarò che lo spirito di "Lakwena" ("messaggero" o "apostolo" in lingua acholi) le aveva ordinato di muovere guerra al governo del NRM e alla stregoneria; Auma era già attiva come autoproclama guaritrice a Opit dal maggio 1985 e aveva ottenuto un certo riconoscimento regionale. All'inizio, anche il padre di Auma, Severino Lukoya, svolse un ruolo nel nascente "Movimento dello Spirito Santo" (Holy Spirit Movement o HSM); dopo aver tentato di assumere un ruolo egemonico, tuttavia, Auma lo allontanò da Opit e consolidò il suo ruolo centrale nel movimento. La sua vera ribellione iniziò quando Auma incontrò un gruppo di ribelli dell'UPDA che, secondo diversi racconti degli eventi, la attaccarono o la rapirono; Auma riuscì tuttavia a incutere timore nei ribelli attraverso una dimostrazione dei suoi "poteri" (suo padre sosteneva che avesse compiuto un miracolo), e di conseguenza gli insorti le chiesero aiuto nella loro guerra contro il NRA. Auma organizzò quindi la "Holy Spirit Mobile Force" (HSMF) come ala armata dell'HSM, con 80 ex combattenti dell'UNLA e dell'UPDA che credevano nei suoi insegnamenti messianici. Auma si dimostrò una leader carismatica: lo storico Richard J. Reid la descrisse come «profetessa autoproclamata». Inizialmente, Auma incontrò un forte scetticismo da parte dei miliziani armati, i quali dubitavano che una donna potesse guidarli in combattimento; in tali situazioni, Auma dichiarava di essere posseduta da "Lakwena" e affermava che era stata intenzionalmente scelta come leader ribelle perché le donne erano oppresse in Africa.
Auma fu in grado di organizzare un gruppo ribelle altamente centralizzato, affermando che l'HSM era guidato e supportato dagli spiriti. Nel complesso, Auma affermò che 140000 spiriti erano stati inviati da Dio per aiutare e proteggere il suo esercito; questi spiriti eseguivano lavori che andavano da quelli militari a quelli civili: in combattimento, gli spiriti avrebbero dovuto proteggere i combattenti dell'HSM dai proiettili e, se un combattente dell'HSM veniva ucciso, si sarebbero riuniti alla comunità diventando un altro spirito. La ricercatrice Heike Behrend descrisse questo come una forma di «culto degli antenati». Oltre agli spiriti normali, Auma sosteneva l'esistenza di spiriti speciali che formavano l'"alto comando" dell'HSM: avevano personalità diverse e possedevano Auma quando ce n'era bisogno. "Lakwena" era lo spirito di un pio italiano che era annegato nel Nilo, e agiva come comandante in capo; il suo vice era l'aggressiva femmina araba "Miriam", e vi erano molti sotto-comandanti spirituali a capo di varie sezioni dell'HSM. Poiché i "comandanti spirituali" agivano per tramite Auma, questa era in grado di mantenere un fermo controllo sul suo esercito: la fede nel supporto soprannaturale forniva all'HSM coesione e un'ideologia attraente, che integrava il cristianesimo con i sistemi di credenze eterodosse locali. Inoltre, Auma implementò una disciplina draconiana e un rigido codice di condotta, organizzando una polizia militare per farli rispettare e gruppi logistici per mantenere l'HSM ben rifornito. L'HSM generalmente utilizzava attacchi in ondate umane che avevano successo quando incontravano nemici meno addestrati, ma spesso fallivano catastroficamente contro nemici ben armati; inoltre, nonostante le sue politiche ufficiali, anche l'HSM terrorizzava i civili attraverso saccheggi e uccisioni.
Quello di Auma non era l'unico gruppo militante spiritista attivo nel nord dell'Uganda: altri gruppi emersero in quel periodo, uno dei quali, in particolare, era guidato da un altro guaritore autoproclamato, Joseph Kony. I primi anni di vita di Kony e il come egli diede avvio al suo movimento rimangono oscuri: stando ad alcuni resoconti, combatté come membro dell'UPDA o del HSM di Auma prima di sperimentare una possessione spirituale e diventare a sua volta un guaritore; Kony affermò di essere posseduto dallo spirito di Juma Oris (generale e ministro sotto Amin, e ancora vivo all'epoca) e di "Lakwena". Kony e Auma entrarono in contatto poco dopo l'avvio della rivolta da parte di quest'ultima e formarono un'alleanza; quest'ultima tuttavia si ruppe dopo che Auma umiliò Kony: di conseguenza, Kony divenne un suo rivale e se ne andò con i suoi lealisti e alcuni dissidenti dell'HSM. Inizialmente Kony chiamò anche la sua forza "Holy Spirit Movement", ma in seguito la rinominò ripetutamente: prima "United Holy Salvation Army", poi "People's Democratic Christian Army" e quindi "United Democratic Christian Army". Il gruppo di Kony operava principalmente nel distretto di Gulu. In aggiunta a questi, esisteva un terzo "Holy Spirit Movement", guidato da Philip Ojuk e insediato ad Anaka nel distretto di Kitgum, unitamente a un "United Uganda Godly Movement" (UUGM) guidato da Otunu Lukonyomoi; gli altri gruppi spiritisti rimasero inizialmente molto più deboli di quello di Auma, con il gruppo di Kony descritto come una sorta di "banda armata" invece che come una vera e propria milizia ribelle.

### La "crociata" del HSM e la nascita dell'UPA

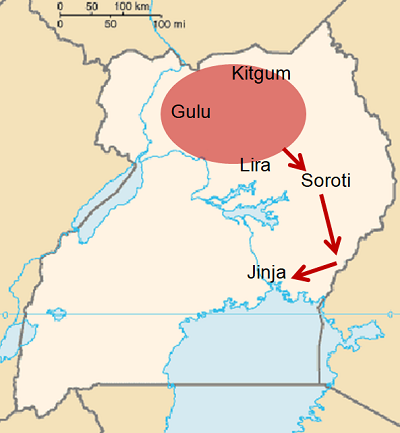
Carta dell'Uganda con indicata, in rosso, l'approssimativa zona di operazioni dell'HSM tra il 1986 e il 1987; le frecce indicano la marcia tentata dal movimento verso sud

L'HSM iniziò le sue operazioni con un attacco infruttuoso a Gulu il 19 ottobre 1986; il gruppo si trasferì di conseguenza a Kitgum, dove si unì alla 70ª Brigata dell'UPDA. Dopo essersi trasferito nell'area di Kitgum, l'HSM lanciò il suo successivo attacco contro una posizione della NRA a Camp Kilak il 22 novembre 1986; l'assalto fallì, ma spinse comunque le truppe governative a lanciare un contrattacco contro il campo di Auma il 26 novembre: in questo caso, l'HSM sconfisse le truppe attaccanti del NRA, rafforzando notevolmente la reputazione di Auma e spingendo diverse unità dell'UPDA a disertare a suo favore. L'HSM attaccò e prese Pajule il 25 dicembre, per poi rinnovare i tentativi di catturare Camp Kilak: dopo pesanti combattimenti e nonostante perdite sostanziali, l'HSM espugnò la posizione il 14 gennaio 1987. A questo punto, l'HSM era forte di circa 7000-10000 combattenti e aumentò i suoi sforzi per mobilitare il sostegno civile. Il comandante del NRA Fred Rwigyema rispose alla perdita di Camp Kilak lanciando un contrattacco utilizzando la Brigata Mobile del NRA e altre unità: l'operazione si concluse con una grave sconfitta dell'HSM il 18 gennaio, quando circa 350 ribelli furono uccisi in battaglia. Nelle operazioni di controinsurrezione contro l'HSM, i soldati Tutsi del NRA commisero così tanti massacri che il presidente Museveni inviò giudici militari speciali per «frenare il suo stesso esercito» in azione nel nord del paese; uno di questi giudici fu il futuro presidente ruandese Paul Kagame.
Nonostante la sconfitta inflitta da Rwigyema, l'HSM si riprese rapidamente e lanciò nuovi attacchi mirati questa volta alla città di Puranga, catturata dai ribelli il 16 febbraio. L'HSM di conseguenza si espanse nel distretto di Lira, reclutando nuovi combattenti, ma non riuscì a catturare il capoluogo Lira; la forza principale dell'HSM tornò successivamente al suo santuario di Opit. Nel frattempo, diversi gruppi di autodifesa nella regione di Teso si unirono per opporsi al NRA: questi formarono l'Esercito Popolare dell'Uganda (Uganda People's Army o UPA), nominarono Peter Otai come leader generale e Francis "Hitler" Eregu come comandante in capo militare; altri importanti leader dell'UPA includevano Musa Ecweru e Nathan Okurut. L'UPA si organizzò in quattro colonne principali, mentre radunava varie milizie locali come unità di supporto; le sue forze erano scarsamente armate, ricorrendo spesso solo a coltelli e machete (detti panga). L'UPA sfruttò l'incapacità del NRA nel fermare le incursioni dei razziatori del bestiame per mobilitare il sostegno locale, oltre a diffondere affermazioni circa l'aiuto dato dal NRA agli stessi razziatori: per quanto alcune unità del NRA avessero effettivamente preso parte a incursioni per razziare il bestiame degli allevatori locali, altre affermazioni sulla complicità del governo nelle incursioni erano false; almeno un gruppo dell'UPA riconobbe che le razzie del bestiame erano un utile strumento di propaganda e, di conseguenza, un comandante ribelle organizzò i suoi combattenti per effettuare incursioni e poi dare la colpa al NRA. In generale, comunque, la rivolta dell'UPA peggiorò effettivamente le condizioni dei locali, poiché i razziatori di bestiame sfruttarono i combattimenti in corso tra l'UPA e il NRA per aumentare i loro attacchi.
L'UPA iniziò rapidamente a conquistare territorio e si trasformò in un importante oppositore del governo. Iniziò ad assediare la città di Soroti ma, fin dall'inizio, la dirigenza ufficiale dell'UPA in esilio perse il controllo effettivo delle proprie forze, con molti combattenti dell'UPA e della FOBA che operavano puramente per ragioni locali, spesso agendo di fatto come banditi. Le rivolte dell'UPA e della FOBA sono note collettivamente come "Insurrezione di Teso".
Nel nord, nel mentre, l'UPDA lottava per mantenere in vita la sua ribellione. Sebbene le sue truppe avessero circondato Gulu, causando carenze di vari beni e cibo, il gruppo aveva perso le sue basi di retrovia: il Sudan aveva espulso tutte le forze dell'UPDA dal suo territorio dopo la loro invasione dell'Uganda, mentre il gruppo non era stato in grado di ottenere sostenitori internazionali. Doveva anche difendere i territori catturati, mentre soffriva di pesanti perdite e un numero crescente di diserzioni. L'UPDA fu «dissanguato dei suoi uomini e delle sue attrezzature» dall'HSM, mentre diversi gruppi di combattenti dell'UPDA disertarono in favore della fazione di Joseph Kony tra febbraio e aprile 1987.

### Il crollo dell'HSM
Intorno all'aprile 1987, Auma negoziò con UPDA e UPA per unire le loro forze contro il governo del NRM; gli altri gruppi ribelli tuttavia rifiutarono di sottomettersi all'autorità dell'HSM, con conseguente crollo dei negoziati ed escalation delle tensioni tra le varie fazioni. I lealisti dell'UPDA consideravano con disprezzo l'HSM come «organizzazione stregonesca», e le loro truppe iniziarono a colpire i combattenti isolati dell'HSM; Auma rispose lanciando operazioni che distrussero due unità dell'UPDA vicino a Gula e Kitgum: i combattenti dell'UPDA catturati che si rifiutarono di unirsi all'HSM furono giustiziati. L'UPDA fu notevolmente indebolito da questi scontri con l'HSM ma, mentre i ribelli si combattevano tra loro, il NRA sfruttò l'opportunità per attaccare la base principale e santuario di Auma a Opit il 29 giugno; l'HSM fu sorpreso da questa operazione e le sue difese si rivelarono disorganizzate: dopo solo un'ora di combattimento, l'HSM dovette abbandonare Opit. Un tentativo di riprendere Opit fallì il 4 luglio, e a ciò fece quindi seguito lo spostamento dell'HSM verso sud, nel distretto di Soroti; lì, Auma aprì le negoziazioni con l'UPA che stava ancora assediando Soroti, ma le ostilità tra i due gruppi aumentarono rapidamente. I colloqui degenerarono in combattimenti, dopodiché l'HSM si spostò nel distretto di Mbale. Da questo punto in poi, il NRA isolò sempre di più e gradualmente distrusse l'HSM attraverso tattiche di contenimento; sebbene l'HSM rimanesse mobile e ottenesse ancora vittorie occasionali, si spostò in aree in cui la popolazione locale era ostile e l'approvvigionamento divenne più difficile.
Dopo essere avanzato nel distretto di Tororo, l'HSM fu circondato e sottoposto a un pesante fuoco di mortai da parte del NRA il 30 settembre 1987; il gruppo di insorti perse circa il 35% delle sue truppe durante questa battaglia, inclusi 500 disertori. Auma riuscì a liberarsi dall'accerchiamento il 1º ottobre e decise di marciare contro la città di Jinja nella regione del Busoga; tuttavia, la popolazione locale era estremamente ostile all'HSM e sosteneva attivamente i tentativi del NRA di sconfiggere i ribelli. Il 25 ottobre Auma ordinò alle sue forze di attaccare la caserma di Magamaga vicino a Jinja: la guarnigione del NRA permise ai ribelli di entrare nel loro perimetro per poi aprire il fuoco con armi pesanti, e la battaglia si risolse in una grave sconfitta per l'HSM che lasciò sul terreno almeno 100 morti e 60 prigionieri. Isolato e demotivato, l'HSM si disintegrò e il suo ultimo gruppo coeso fu circondato dal NRA il 28 ottobre; Auma fuggì con alcuni seguaci in Kenya, ma la maggior parte dei combattenti dell'HSM rimasti si ritirò nel nord dell'Uganda, con molti che morirono di malattia o finirono uccisi lungo il cammino da civili ostili. Molti si unirono ad altre fazioni insorte, altri si arresero al governo unendosi al NRA o tornando alla vita civile; dopo questa disfatta, l'HSM di Auma era finito come forza combattente.

### Le insurrezioni nell'Uganda centrale e occidentale
Se le principali rivolte del 1986-1987 si verificarono principalmente nell'Acholiland e nella regione di Teso, insurrezioni minori interessarono anche la regione del Nilo Occidentale nel nord-ovest, le aree di confine occidentali e l'Uganda centrale. I ribelli occidentali erano basati nello Zaire (l'attuale Repubblica Democratica del Congo) e, a quanto si dice, erano sostenuti dal governo del dittatore zairese Mobutu Sese Seko. Questi gruppi non divennero tuttavia una minaccia importante e il governo del NRM si limitò principalmente a rafforzare le difese di confine e a presentare proteste periodiche al governo zairese; per rappresaglia, l'Uganda offrì sostegno al "Partie de Liberation Congolaise" (PLC), un gruppo ribelle anti-Mobutu con sede nei Monti Rwenzori.
I ribelli anti-NRM nell'ovest includevano l'Esercito Nazionale per la Liberazione dell'Uganda (National Army for the Liberation of Uganda o NALU) guidato dall'ex funzionario Amon Bazira: il gruppo era formato da ex membri del movimento secessionista Rwenzururu e fu attivo a partire da circa il 1987. Bazira riuscì a convincere sia Mobutu che il presidente Moi del Kenya a sostenere il suo gruppo, e questo aiuto permise al NALU di crescere fino a diventare un "irritante" problema per il governo di Museveni, sebbene il gruppo non avesse il sostegno popolare di cui aveva goduto il vecchio movimento Rwenzururu. Il Fronte del Nilo Occidentale (West Nile Bank Front o WNBF), guidato da Juma Oris, fu invece operativo per un breve periodo nel 1988, prima di rimanere inattivo fino alla metà degli anni 1990. Il nativo del Nilo Occidentale ed ex presidente Idi Amin tentò senza successo nel 1989 di organizzare un'invasione ribelle dell'Uganda dallo Zaire, ma fu arrestato dalle forze di sicurezza zairesi e successivamente tornò in esilio in Arabia Saudita. Nel 1990, ribelli che si diceva fossero associati all'"Ex Esercito Nazionale dell'Uganda" (Former Uganda National Army o FUNA) lanciarono incursioni dallo Zaire nel Nilo Occidentale; nello stesso anno, soldati delle Forze armate sudanesi e ribelli del "gruppo Idi Amin" attaccarono una compagnia del NRA nel nord-ovest dell'Uganda, costringendola a ritirarsi dopo aver subito tre assalti. Museveni incontrò l'incaricato d'affari sudanese Al-Sharaf Ahmad e l'addetto militare generale Moses Abd al-Rahim, chiedendo conseguenze per l'attacco tra cui la rimozione dei ribelli ugandesi dal suolo sudanese; l'addetto militare sudanese rispose che l'attacco era stato un errore di un comandante locale e non rifletteva l'ostilità del governo sudanese, che invece voleva mantenere buoni rapporti con l'Uganda.
Nel 1988 un altro gruppo ribelle, l'"Esercito Federale dell'Uganda" (Uganda Federal Army o UFA), proclamò l'inizio delle sue attività; la sua prima azione fu un attentato a Kampala nel gennaio 1988 che uccise il diplomatico libico Ayyad Abeid Matus. Il gruppo sosteneva di combattere il comunismo e l'influenza libica in Uganda; nel dicembre di quell'anno il leader dell'UFA, il capitano Charles Barau, dichiarò che le sue forze avrebbero cercato di uccidere tutti i libici presenti in Uganda se non avessero lasciato il paese entro 30 giorni. L'UFA fu in seguito identificato come ala militare dell'Uganda National Democratic Alliance (UNDA), sebbene quest'ultima fosse stata fondata sotto la guida di Sam Luwero nel 1989 per condurre un'insurrezione nell'Uganda centrale. Nel frattempo, una fazione del Tablighi Jamaat, un movimento missionario islamico sunnita, divenne sempre più radicale e militante: guidati da Jamil Mukulu, nel 1991 i militanti del Tablighi Jamaat fecero irruzione due volte nella vecchia moschea di Kampala, tentando di impossessarsi degli uffici dell'Uganda Muslim Supreme Council (UMSC); quattro poliziotti furono uccisi nel corso del secondo attacco, con conseguenti arresti di massa di membri del Tablighi Jamaat.

### Scontri alla frontiera con il Kenya
La regione di confine orientale dell'Uganda fu un'altra area colpita dalle insurrezioni. Dopo che il NRM aveva preso il potere in Uganda, le relazioni con il Kenya erano peggiorate a causa della sfiducia mostrata dal presidente keniano Moi nei confronti di Museveni; il presidente kenyano sospettava in particolare che il NRM, un movimento di sinistra, potesse sostenere il Movimento Mwakenya, una forza insurrezionale socialista attiva in Kenya. Quando divenne noto che il NRM consentiva ai combattenti del Mwakenya di viaggiare liberamente attraverso l'Uganda, il Kenya iniziò a finanziare e armare gli insorti dell'UPA. Nell'ottobre 1987 le tensioni tra i due paesi si intensificarono, sfociando in uno scontro a fuoco tra il NRA e l'Esercito kenyano nella città di confine di Busia; in risposta a questi scontri, Museveni accusò pubblicamente il Kenya di sostenere i ribelli anti-NRM e schierò truppe al confine, ufficialmente per impedire ai guerriglieri di entrare in Uganda. Il kenyano Moi rispose affermando che qualsiasi tentativo da parte del NRA di violare il confine sarebbe stato affrontato con la forza; il quotidiano Kenya Times, considerato vicino a Moi, accusò il NRM di sostenere i ribelli kenyani, di spionaggio, di rapimenti di cittadini kenyani e di furto di bestiame. Il 15 dicembre 1987, almeno 26 soldati del NRA furono uccisi durante un'incursione in Kenya, causando un'escalation delle tensioni e portando quasi a una guerra aperta; sebbene la crisi fosse infine disinnescata a seguito di colloqui organizzati dal dittatore dell'Etiopia Mengistu Haile Mariam e dal presidente della Tanzania Ali Hassan Mwinyi, le tensioni tra Kenya e Uganda proseguirono.
Il "Movimento del Nove Ottobre" (Ninth of October Movement o NOM), guidato da Dan Opito, emerse intorno al 1988. Nel febbraio 1989, il NOM iniziò a lanciare attacchi nell'Uganda orientale e nord-orientale partendo dal suolo kenyano, e si scontrò con il NRA a Usuku; il gruppo fu sospettato di legami con l'ex presidente Milton Obote. Nel marzo 1989, l'Aeronautica militare ugandese bombardò la città kenyana di Lokichogio; sebbene la guerra fosse stata nuovamente evitata, le relazioni tra Uganda e Kenya non furono normalizzate fino a un incontro tra Moi e Museveni nell'agosto 1990. Indipendentemente da ciò, il NOM continuò la sua insurrezione al confine.

### Il declino di UPDA e UPA, la crescita di Kony

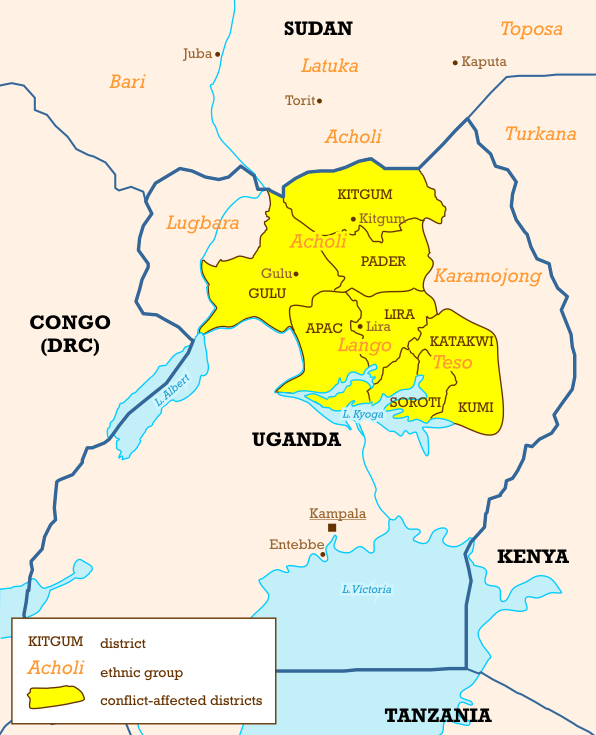
Carta dell'Uganda con evidenziati i distretti interessati dalle attività di guerriglia del gruppo di Joseph Kony

Mentre l'HSM avanzava nel sud-est, l'UPDA continuò le sue operazioni nell'Acholiland: indebolito dai combattimenti intestini tra gruppi ribelli e dalle operazioni di controinsurrezione sempre più efficaci del NRA, l'UPDA andò incontro a un sostanziale declino dalla fine del 1987. Il governo del NRM offrì amnistie ai ribelli, mentre trasferiva forzatamente 33000 civili dalle campagne attorno a Gulu; di conseguenza, l'UPDA trovò difficile ricostituire i suoi ranghi, mentre molti dei suoi combattenti si arresero al governo. Nel novembre 1987 l'UPDA si alleò con la fazione di Kony per lanciare un'offensiva per catturare la città di Gulu; scoppiarono tuttavia delle dispute e Kony tradì i suoi alleati, attaccando il loro quartier generale a Pawel Owor mentre l'UPDA stava ancora preparando il suo assalto a Gulu, che dovette essere di conseguenza abbandonato. Nel gennaio 1988 Kony attaccò con successo la 115ª Brigata dell'UPDA e convinse molti dei suoi soldati, tra cui il capitano Mark Lapyem, ad unirsi al suo movimento; a questo punto, le rese dei ribelli al governo erano aumentate notevolmente di numero e la situazione della sicurezza in molte aree settentrionali era notevolmente migliorata. L'area attorno a Gulu divenne abbastanza sicura da permettere la riapertura delle scuole e lo svolgimento delle elezioni locali, mentre molti rifugiati tornarono dai loro nascondigli nella boscaglia; la cooperazione tra il NRA e la gente del posto migliorò in parte grazie all'istituzione delle cosiddette "Unità di difesa locale" (Local Defence Unit o LDU), reclutate tra le popolazioni settentrionali e quindi considerate più efficaci nell'affrontare le minacce locali. L'UPDA e il NRA iniziarono occasionalmente anche a combattere insieme contro le forze di Kony, poiché le unità dell'UPDA consideravano le varie fazioni spiritiste come nemici peggiori rispetto alle forze governative a causa delle continue lotte intestine dei gruppi ribelli.
Da marzo 1988, il comando militare dell'UPDA accettò di intraprendere colloqui con i rappresentanti del NRM, guidati da Salim Saleh; l'ala politica dei ribelli (l'UPDM) fu esclusa dai negoziati. Ampie sezioni dell'UPDA conclusero che la loro insurrezione era diventata troppo costosa, poiché soffriva degli attacchi di Kony e difettava di sufficienti rifornimenti; le truppe dell'UPDA si sentivano anche abbandonate dall'UPDM a causa della sua incapacità di fornire loro supporto, e avevano perso fiducia nella leadership di Odong Latek. Da parte sua anche il NRA stava diventando più disposto a fare un accordo con l'UPDA, poiché era anch'esso esausto per la guerra costante e per le molteplici altre insurrezioni da affrontare in contemporanea. Il 3 giugno 1988 l'UPDA e il governo ugandese firmarono un accordo di pace che portò all'integrazione dei soldati e degli ufficiali dell'UPDA nel NRA; circa 10000 militanti dell'UPDA deposero le armi.
Al contrario, i combattimenti portati avanti dall'UPA nella regione di Teso andarono avanti ed entrambi i belligeranti divennero più spietati, usando torture, stupri e omicidi per intimidire i civili; le atrocità divennero un fatto comune, come quando il 106º Battaglione del NRA chiuse a chiave 120 presunti sostenitori dell'UPA in un vagone ferroviario a Okungolo, lasciando che 69 di essi morissero di sete e caldo nel giro di un giorno. Il NRA iniziò a trasferire 120000 abitanti dei villaggi rurali in campi sorvegliati, per privare gli insorti del sostegno poplare; questi campi erano mal gestiti, con conseguente diffusione di malattie e ingenti perdite di vite. Tuttavia, queste tattiche riuscirono a indebolire gradualmente l'UPA: nel febbraio 1988 circa 7000 ribelli dell'UPA si arresero a Lira e Apac, ponendo fine per lo più alla rivolta nella regione. Per il 1991 la maggior parte dell'UPA aveva accettato le offerte di amnistia del governo, sebbene alcuni gruppi continuassero a combattere.
Nel frattempo, i resti dell'HSM e di altre fazioni spiritiste si stavano riconsolidando. Molti ex seguaci di Auma credevano ancora in "Lakwena" e si unirono ai movimenti di Ojuk e Kony, aumentando notevolmente la loro forza militare. Altri si rivolsero al padre di Auma, Severino Lukoya, il quale dichiarò che avrebbe continuato la missione di sua figlia e prese quindi il controllo del quartier generale dell'HSM nella zona di Opit. Poiché i servizi sanitari nel distretto di Kitgum erano completamente crollati, Lukoya enfatizzò maggiormente il tema della guarigione rispetto a quello della guerra e raccolse circa 2000 sostenitori; a differenza di sua figlia, si concentrò maggiormente sulle idee escatologiche e sul tema del Giudizio universale, credendo che il tempo del "Nuovo Mondo" di Dio si stesse avvicinando. Il suo movimento era anche meno centralizzato rispetto al precedente. Nonostante queste differenze Lukoya diede grande importanza al fatto di presentarsi come il successore di Auma, il che includeva l'"arruolamento" degli stessi "comandanti spirituali" invocati dalla figlia, la maggior parte dei quali "riapparve" nel suo movimento; Lukoya "arruolò" anche nuovi spiriti, la maggior parte dei quali erano individui di importanza per gli Acholi o l'HSM che erano morti negli ultimi anni, come il fantasma del comandante in capo dell'UNLA David Oyite-Ojok. La fazione di Lukoya continuò a usare il nome "Holy Spirit Movement", ma era anche conosciuta come "Esercito del Signore" (Lord's Army).

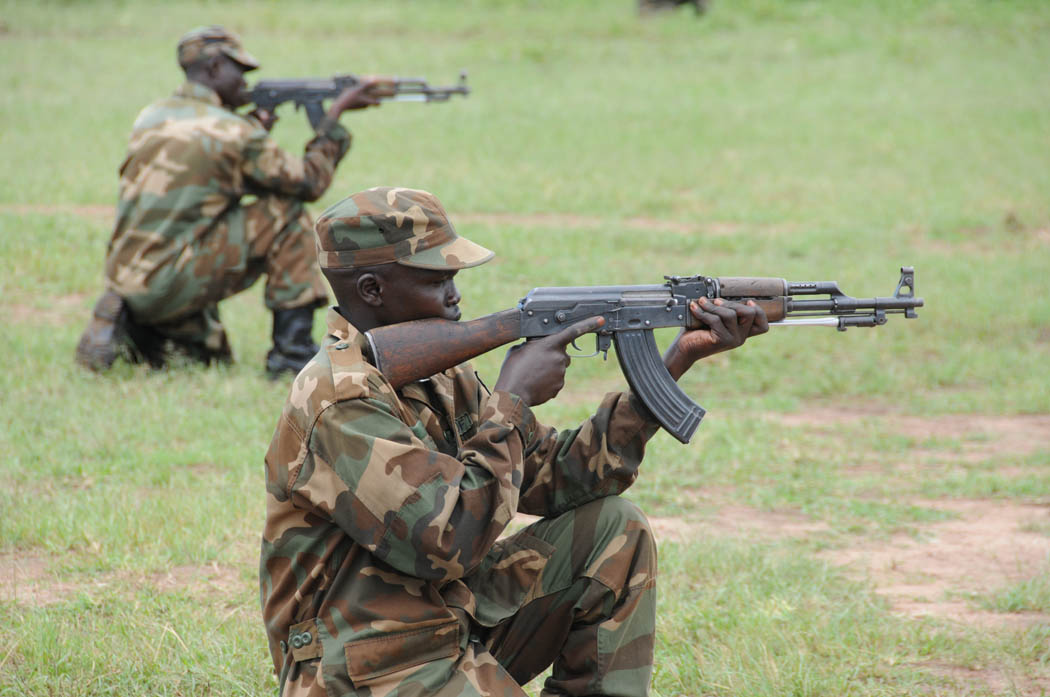
Soldati governativi ugandesi si addestrano con dei fucili d'assalto Type 56

Nel febbraio 1988, un gruppo scissionista dell'HSM guidato dal "capo" James Ochuli tese un'imboscata a un convoglio di funzionari del governo vicino a Kitgum, rapendo il ministro Lawrence Semogerere e convincendolo ad aderire al gruppo. Lo stesso Semogerere non fu in grado di identificare se il gruppo di Ochuli fosse fedele a una scheggia più grande dell'HSM: era forte di poche centinaia di persone e possedeva solo poche armi. Un membro della fazione, il "Generale Kasabong", sembrava essere originario dell'Uganda occidentale; l'intelligence ugandese e i civili locali indicarono che il gruppo di Ochuli potrebbe aver fatto parte del movimento di Lukoya. Poco dopo, la forza di Ochuli attaccò senza successo Kitgum; in seguito, Semogerere fu inviato a sud per organizzare una rivolta nel Buganda, ma ingannò i suoi rapitori e approfittò dell'occasione per fuggire.
All'inizio di marzo 1988, le milizie armate di Lukoya tentarono ripetutamente di catturare Kitgum, ma fallirono e, a quanto si dice, persero negli scontri 433 combattenti. Al contrario, la milizia di Kony iniziò a ottenere le sue prime grandi vittorie: nonostante fosse per lo più armato di lance, il gruppo sopraffece una posizione del NRA a Koch-Goma il 23 febbraio 1988, e ancora più significativa fu una vittoria nell'aprile seguente quando i ribelli di Kony distrussero una posizione del NRA a Bibia. Kony iniziò anche a rapire civili, con lo scopo di chiedere riscatti o di arruolarli a forza nelle sue truppe. Nel corso dell'inizio e della metà del 1988, Kony tentò di unificare i gruppi spiritisti in un unitario "Esercito del Signore": Kony convinse infine l'UUGM di Otunu Lukonyomoi e l'HSM di Philip Ojuk ad unirsi a lui, anche se Lukonyomoi occasionalmente entrò in conflitto con Kony circa il trattamento riservato dal suo gruppo ai civili, portando ad alcune tensioni all'interno del movimento. A maggio le forze di Kony furono rafforzate dall'ingresso nei ranghi di 39 ufficiali dell'UPDA, che erano contrari alla decisione del loro gruppo di arrendersi al governo: la maggior parte delle fonti afferma che questo gruppo, guidato dall'ex leader dell'UPDA Odong Latek, si unì volontariamente all'esercito di Kony, anche se un ex confidente di Kony in seguito sostenne che Latek e i suoi uomini erano stati catturati e fondamentalmente arruolati a forza. In entrambi i casi, i veterani dell'UPDA si dimostrarono cruciali nel trasformare la forza di Kony in un gruppo ribelle più professionale, il quale iniziò a fare più affidamento su tattiche di guerriglia e rapimenti mirati invece che su precedenti assalti di massa. Indipendentemente da ciò, Kony continuò a credere che l'apocalisse fosse imminente, razionalizzando il fatto che le sue forze dovessero costringere i civili a unirsi al movimento per salvarli in vista dell'arrivo del "Nuovo Mondo". Anche lo spiritismo continuò a svolgere un ruolo importante nel gruppo, e Kony permise persino ad altri medium di unirsi alla sua forza; tuttavia, gli spiriti invocati da Kony erano più spesso figure cristiane della Bibbia che i variegati spiriti locali del vecchio HSM, e Kony in generale si oppose sempre di più agli elementi pagani sottolineando la natura cristiana della sua ribellione
Nell'agosto del 1988 Lukoya decise di estendere il suo movimento nel distretto di Gulu, che Kony considerava suo territorio; quest'ultimo, di conseguenza, mandò i suoi combattenti ad arrestare Lukoya stesso, dichiarò la fine del governo dei "Lakwena" e distrusse l'altare dedicato a Lukoya. Le forze rimanenti dell'HSM si unirono al gruppo di Kony, anche se Lukoya riuscì a fuggire dalla custodia di Kony nel maggio 1989: visse poi per alcuni mesi ad Alero come un asceta, prima di essere catturato dal NRA. Da ottobre a dicembre 1988 si verificarono alcuni dei combattimenti più intensi di tutta la guerra, durante i quali il NRA rimosse con la forza circa 100000 persone dalla città di Gulu e dai suoi dintorni: centinaia di persone furono giustiziate senza un giusto processo, le case furono bruciate e i beni saccheggiati. Otunu Lukonyomoi fu ucciso in un attacco del NRA durante questo periodo, dopodiché diversi ribelli abbandonarono Kony lasciando il suo gruppo sostanzialmente indebolito per un po' di tempo. Sebbene l'esercito di Kony continuasse a combattere, aiutato dal «terreno quasi impenetrabile» dell'Acholiland settentrionale, i ribelli furono isolati dalla presenza del NRA a sud e da quella degli ostili guerriglieri sudanesi del SPLA a nord. Nel novembre 1989, Odong Latek venne ucciso quando il NRA assaltò un campo ribelle a Pawic nel distretto di Lamwo.

### Riduzione dell'attività dei ribelli

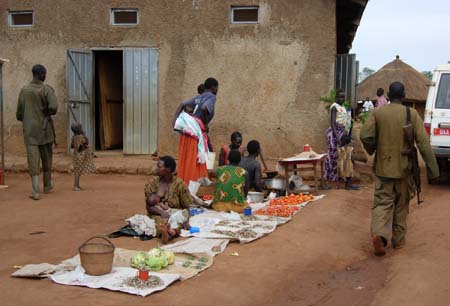
Soldati ugandesi di pattuglia nel campo profughi di Labuje nel distretto di Kitgum

Quando nell'agosto del 1990 ebbe inizio la guerra del Golfo, Kony considerò questo come un segno per l'imminente apocalisse mondiale. Le forze di Kony aumentarono i loro attacchi, operando in piccoli gruppi che terrorizzarono altre fazioni ribelli e rapirono un numero crescente di scolari, studenti, donne e uomini; i civili rapiti furono arruolati come portatori o distribuiti come ricompensa ai combattenti. I combattenti di Kony iniziarono anche a mutilare le persone, tagliando nasi e labbra ai presunti sostenitori del governo. A dispetto di ciò, tuttavia, l'esercito di Kony godeva ancora di un sostanziale sostegno o almeno di tolleranza nel distretto di Gulu, poiché il gruppo lasciava per lo più in pace i civili che non collaboravano con il NRA; a loro volta, molte truppe governative si comportarono peggio nei confronti della gente del posto rispetto alle truppe di Kony, stuprando, assassinando e saccheggiando.
Il NRA rispose all'escalation dell'attività di Kony intensificando la sua campagna di controinsurrezione. Le forze governative lanciarono quindi l'"operazione Nord" per annientare gli insorti nella parte settentrionale del paese: guidato dal maggior generale David Tinyefuza, il NRA isolò i distretti di Apac, Gulu, Lira e Kitgum all'inizio di aprile 1991, e in seguito le truppe governative avviarono operazioni di ricerca e distruzione mentre istituivano milizie locali come forze di supporto; queste truppe mal armate divennero note come "Ragazzi delle frecce" (Arrow Boys). Il NRA operò senza pietà, commettendo diverse atrocità contro la popolazione; le operazioni combinate di NRA e Arrow Boys riuscirono a indebolire notevolmente i ribelli, con il governo che sosteneva che 3000 combattenti di Kony erano stati "eliminati" a Kitgum nel maggio 1991. Troppo sicuro di sé, il NRA decise di porre fine all'operazione Nord nel luglio 1991 e lasciò gli Arrow Boys a rastrellare le ultime truppe rimanenti di Kony; tuttavia i ribelli, rinominatisi "Esercito di resistenza del Signore" (Lord's Resistance Army o LRA) si dimostrarono ancora capaci di azioni offensive, lanciando contrattacchi, devastando le comunità pro-governative e di fatto annientando gli Arrow Boys all'inizio del 1992. In aggiunta, i ribelli sudanesi del SPLA furono indeboliti da offensive governative sferrate alla fine del 1991, consentendo al governo del Sudan (controllato dal Fronte Islamico Nazionale, un partito politico islamista) di ripristinare parzialmente la sua autorità nell'area di confine con l'Uganda e di stabilire contatti con l'LRA: Kony si trasferì a Giuba in Sudan, mentre l'LRA adottò simbolicamente alcuni elementi islamici per compiacere i sudanesi. Il governo sudanese promise quindi sostegno militare a Kony.
Nonostante questo sostegno, l'LRA era stato indebolito abbastanza da spingerlo ad aprire trattative con il governo ugandese; conseguentemente, tra il 1992 e il 1993 l'attività dell'LRA fu notevolmente ridotta. A metà del 1993 erano rimasti solo circa 300 combattenti dell'LRA e, nel frattempo, anche le altre fazioni insorte andavano scomparendo: la FOBA cessò le operazioni nel 1990, e i membri della NALU iniziarono ad arrendersi nel 1992 a causa delle troppe perdite subite in battaglia; il gruppo crollò a metà del 1993 dopo che agenti ugandesi ebbero ucciso Bazira a Nairobi. L'UPA fu considerato sconfitto nel 1992, sebbene alcuni suoi combattenti isolati rimanessero in attività. Si dice che il NOM abbia preso parte a disordini a Busia intorno all'aprile 1991, ma per il resto il movimento non fu molto attivo nei primi anni 1990. L'UNDA smise di combattere nel 1993; in quello stesso anno diversi radicali islamici del Tablighi Jamaat, tra cui Jamil Mukulu, furono rilasciati dalla prigione, ma andarono poi a organizzare un gruppo armato (Ugandan Muslim Freedom Fighters o UMFF) e avviarono un'insurrezione su piccola scala a Buseruka nell'Uganda occidentale.
Dopo un periodo di negoziati, un accordo tra il governo e l'LRA sembrava possibile. Il ministro per la pacificazione del Nord Betty Oyella Bigombe incontrò Kony nel gennaio 1994 e, dopo colloqui promettenti, fu concordato un cessate il fuoco. Tale condotta tuttavia si dimostrò impopolare presso il NRM e, di conseguenza, la successiva serie di negoziati non registrò alcun progresso. Il 6 febbraio 1994 il presidente Museveni interruppe il processo di pace annunciando un ultimatum all'LRA, invitato ad arrendersi entro sei giorni; ben presto i combattimenti ripresero, segnando l'inizio di una nuova fase nel conflitto interno ugandese.

## Conseguenze
Nel 1994 tanto le forze governative quanto i gruppi ribelli dell'Uganda rimasero coinvolti sempre di più nei conflitti in corso nei confinanti Zaire, Sudan e Ruanda. Mentre la guerra si diffondeva oltre i confini dell'Africa centrale, i gruppi ribelli sfruttarono il caos per ottenere sostenitori internazionali e diffondere la loro influenza: i ribelli dell'Uganda occidentale crebbero notevolmente in forza dal 1994, quando il Sudan iniziò a sostenerli ma, ancora più importante, la ribellione dell'LRA si intensificò e si espanse di nuovo nella sua tradizionale zona di operazioni. Con il supporto sudanese, l'LRA crebbe fino a oltre 2000 combattenti ben armati entro marzo 1994, il che gli consentì di razziare tutto il nord dell'Uganda, obbligando allo sfollamento centinaia di migliaia di persone. Il governo sudanese creò anche nuovi gruppi ribelli e organizzò la fusione di fazioni insorte; in particolare, i resti di NALU, UMFF, UMLA e altri formarono le Forze Democratiche Alleate (Allied Democratic Forces o ADF) che misero poi in atto un'insurrezione durata decenni. Con l'aiuto sudanese, scoppiarono nuove ribellioni nella regione del Nilo Occidentale che persistettero fino all'inizio degli anni 2000; a sua volta, il governo dell'Uganda lanciò invasioni dello Zaire e del Sudan come parte dei più ampi scontri della prima guerra del Congo e della seconda guerra civile in Sudan, in parte anche nel tentativo di distruggere le basi di retrovia dei ribelli ugandesi.
Oltre al nord e all'ovest, anche altre aree dell'Uganda furono colpite da nuove o rianimate insurrezioni. Intorno al 1995, il NOM e i restanti residuati dell'UPA unirono le forze, attaccando obiettivi governativi intorno a Tororo e lungo il confine con il Kenya. Nel 1995, una nuova "Uganda National Democratic Alliance" (UNDA) fu organizzata sotto la guida dell'ex maggiore del NRA Herbert Kikomeko Itongwa. Il governo ugandese alla fine riuscì a pacificare la maggior parte del paese e spingere l'ADF e l'LRA fuori dai suoi confini; tuttavia, entrambi i gruppi rimangono attivi in Congo, nel Sudan del Sud e nella Repubblica Centrafricana.